# Shikijirō
Shikijirō (敷次郎) est un yōkai de la mythologie japonaise. Vivant dans les mines qui sont exploitées depuis une centaine d'années, son apparence est celle d'un ouvrier, bien que plus pâle. Il ne comprend pas le langage humain.
On dit que les shikijirō quémandent parfois de la nourriture aux mineurs. S'ils refusent, les yōkai les mordent de telle façon qu'aucune médecine ne peut guérir les hommes. Pour soigner la blessure, il faut « brûler un napperon d'autel bouddhiste ou un morceau d'étole de bonze, mêler la cendre à de l'huile, puis appliquer le tout sur la blessure ».